# Igor Arrieta
Igor Arrieta Lizarraga, né le 8 décembre 2002 à Uharte Arakil, est un coureur cycliste espagnol.

## Biographie

### Carrière amateur
Né à Uharte Arakil (Navarre), Igor Arrieta est le fils de José Luis Arrieta, ancien cycliste professionnel devenu directeur sportif au sein de l'équipe Movistar,. Il commence le cyclisme à l'âge de neuf ans au Club Ciclista Aralar. 
Lors de la saison 2019, il se classe deuxième de la course en ligne et du contre-la-montre aux championnats d'Espagne juniors (moins de 19 ans). Il est également sélectionné en équipe nationale. Dixième de Gand-Wevelgem juniors, il représente son pays aux championnats d'Europe et aux championnats du monde. 
En 2020, il est champion d'Espagne de cyclo-cross juniors, mais également double champion de Navarre juniors et champion du Pays basque juniors sur route. Il se classe par ailleurs deuxième du championnat d'Espagne du contre-la-montre juniors. En aout, il participe à ses seconds championnats d'Europe à Plouay. Toujours dans sa catégorie, il prend la dixième place du contre-la-montre.
Ses bons résultats lui permettent de rejoindre en 2021 le club Lizarte, réserve de l'équipe Kern Pharma. Coureur complet, il s'illustre rapidement en obtenant cinq victoires et diverses places d'honneur chez les amateurs. Au mois de juin, il devient champion d'Espagne du contre-la-montre dans la catégorie des espoirs (moins de 23 ans). Il participe ensuite au Tour de l'Avenir au service de son compatriote Carlos Rodríguez.

### Carrière professionnelle
Igor Arrieta passe finalement professionnel dès 2022 chez Kern Pharma. Dès le mois de février, il montre son talent en finissant septième et meilleur jeune du Gran Camiño. Il confirme durant le mois d'avril en terminant quatrième de la dernière étape du Tour des Alpes, sixième du Tour des Asturies (meilleur jeune) et trente-quatrième du Tour du Pays basque, pour sa première compétition World Tour.

## Palmarès sur route

### Par années
- 2017
  - Champion du Pays basque sur route cadets[7]
- 2019
  - 2e du championnat d'Espagne du contre-la-montre juniors
  - 2e du championnat d'Espagne sur route juniors
- 2020
  - Champion du Pays basque sur route juniors
  - Champion de Navarre sur route juniors
  - Champion de Navarre du contre-la-montre juniors
  - 2e du championnat d'Espagne du contre-la-montre juniors
  - 10e du championnat d'Europe du contre-la-montre juniors
- 2021
  -  Champion d'Espagne du contre-la-montre espoirs
  - Champion de Navarre sur route
  - Prueba Loinaz
  - Tour de Castellón :
    - Classement général
    - 2e et 3e étapes

  - 2e du Mémorial Valenciaga
  - 3e du Mémorial Zunzarren
  - 3e du Premio Primavera
  - 3e de la Santikutz Klasika
- 2024
  - 10e du championnat du monde sur route espoirs
- 2025
  - Classique d'Ordizia
  - 3e de la Semaine internationale Coppi et Bartali

### Résultat sur les grands tours

#### Tour d'Italie
1 participation
- 2025 : 36e

### Classements mondiaux
| Année                                 | 2022 | 2023 | 2024 |
| ------------------------------------- | ---- | ---- | ---- |
| Classement mondial                    | nc   | 764e | 462e |
| UCI Europe Tour                       | 835e | nc   | nc   |
|                                       |      |      |      |
| Légende : nc = non classéSource : UCI |      |      |      |

## Palmarès en cyclo-cross
- 2019-2020
  -  Champion d'Espagne de cyclo-cross juniors